# Danh sách chương trình truyền hình gốc của Disney Channel
Đây là danh sách các chương trình truyền hình được phát sóng trên kênh Disney Channel. Danh sách bao gồm cả những loạt phim trong quá khứ và ở thời điểm hiện tại. Những chương trình và phim không còn được sản xuất nữa sẽ được đánh dấu *. Những chương trình và phim vẫn còn đang trong quá trình sản xuất sẽ được in đậm.

## Loạt chương trình của Disney Channel

### 1983
- Good Morning, Mickey! (18 tháng 4 năm 1983 – 1992) *
- Welcome to Pooh Corner (18 tháng 4 năm 1983 – 1986) *
- EPCOT Magazine (1983 – 1999) *
- Contraption (18 tháng 4 năm 1983 – 25, 1989) *
- Donald Duck Presents (1983 – 1992) *
- You and Me Kid (18 tháng 4 năm 1983 – 1986) *

### 1984
- Symbol (1984 – 1992) *
- Kids Incorporated (1984 – 1993) *
- Disney Family Album (1984 – late 1980s) *

### 1985
- Dumbo's Circus (1985 – 1988) *
- The Wuzzles (14 tháng 9 năm 1985 – 7 tháng 12 năm 1985) *

### 1987
- Videopolis (1987 – 1989) *

### 1988
- Good Morning Miss Bliss (1988 – 1989) *

### 1989
- Mickey Mouse Club (1989 – 1996) *

### 1990
- Road to Avonlea (7 tháng 1 năm 1990 – 31 tháng 3 năm 1996) *

### 1991
- Adventures in Wonderland (1991 – 1995) *

### 1992
- The Secret Of Lost Creek (1 tháng 2 năm 1992 - 1 tháng 3 năm 1992)*

## Chương trình gốc của Disney Channel

### 1996
- Flash Forward (7 tháng 9 năm 1996 – 1999) *

### 1997
- Going Wild With Jeff Corwin (1997 – 1999) *

### 1998
- Bug Juice (28 tháng 2 năm 1998 - 15 tháng 10 năm 2001)
- Off the Wall (1998 – 2000) *
- Mad Libs (1998 – 2000) *
- The Famous Jett Jackson (25 tháng 10 năm 1998 – 22, 2001) *

### 1999
- So Weird (18 tháng 1 năm 1999 – 28 tháng 9 năm 2001) *
- The Jersey (24 tháng 9 năm 1999 – 23 tháng 3 năm 2003) *

### 2000
- Even Stevens (17 tháng 6 năm 2000 - 13 tháng 6 năm 2003) *
- In a Heartbeat (26 tháng 8 năm 2000 – 25 tháng 3 năm 2001) *
- Madeline (2000-2007)*

### 2001
- Totally Hoops (7 tháng 1 năm 2001 – 15 tháng 4 năm 2001) *
- Lizzie McGuire (12 tháng 1 năm 2001 – 14 tháng 2 năm 2004) *
- Totally Circus (16 tháng 6 năm 2001 - 24 tháng 9 năm 2003) *
- The Proud Family (15 tháng 9 năm 2001 – 1 tháng 9 năm 2005) *
- House of Mouse  (13 tháng 1 năm 2001 - 24 tháng 10 năm 2003) *

### 2002
- Kim Possible (7 tháng 6 năm 2002 – 7 tháng 9 năm 2007) *
- Totally in Tune (23 tháng 6 năm 2002 – 18 tháng 8 năm 2002) *

### 2003
- That's So Raven (17 tháng 1 năm 2003 – 10 tháng 11 năm 2007) *
- Lilo & Stitch (20 tháng 6 năm 2003 – 29 tháng 7 năm 2006) *

### 2004
- Dave the Barbarian (23 tháng 1 năm 2004 – 22 tháng 1 năm 2005) *
- Phil of the Future (18 tháng 6 năm 2004 – 19 tháng 8 năm 2006) *
- Brandy and Mr. Whiskers  (21 tháng 8 năm 2004 – 25 tháng 8 năm 2006) *

### 2005
- American Dragon: Jake Long (21 tháng 1 năm 2005 – 1 tháng 9 năm 2007) *
- The Suite Life of Zack and Cody (18 tháng 3 năm 2005 – 1 tháng 9 năm 2008) *
- The Buzz on Maggie (17 tháng 6 năm 2005 – 27 tháng 5 năm 2006) *

### 2006
- The Emperor's New School (27 tháng 1 năm 2006 – 20 tháng 11 năm 2008) *
- Hannah Montana (24 tháng 3 năm 2006 – 16 tháng 1 năm 2011) *
- The Replacements (8 tháng 9 năm 2006 – 30 tháng 3 năm 2009) *

### 2007
- Cory in the House (12 tháng 1 năm 2007 – 12 tháng 9 năm 2008) *
- Phineas and Ferb (17 tháng 8 năm 2007 – 12 tháng 6 năm 2015; 5 tháng 6 năm 2025 – nay)
- Wizards of Waverly Place (12 tháng 10 năm 2007 – 6 tháng 1 năm 2012; 15 tháng 3 năm 2013)*

### 2008
- The Suite Life on Deck (26 tháng 9 năm 2008 – 6 tháng 5 năm 2011)*

### 2009
- Sonny with a Chance (8 tháng 2 năm 2009 – 2 tháng 1 năm 2011) *
- JONAS L.A. (Trước đó có tên J.O.N.A.S.) (2 tháng 5 năm 2009 – 3 tháng 10 năm 2010) *

### 2010
- Good Luck Charlie (4 tháng 4 năm 2010 – 16 tháng 2 năm 2014)
- Fish Hooks (3 tháng 9 năm 2010 – 4 tháng 4 năm 2014)
- Pair of Kings (10 tháng 9 năm 2010 – 18 tháng 2 năm 2013)
- Shake It Up (7 tháng 11 năm 2010 – 10 tháng 11 năm 2013)

### 2011
- A.N.T. Farm (6 tháng 8 năm 2011 – 21 tháng 3 năm 2014)
- So Random! (5 tháng 6 năm 2011 – 25 tháng 3 năm 2012) *
- PrankStars (15 tháng 7 2011 – 16 tháng 12 năm 2011) *
- Jessie (30 tháng 9 năm 2011 – 16 tháng 10 năm 2015)
- Austin & Ally (2 tháng 12 năm 2011 – 10 tháng 1 năm 2016)

### 2012
- Gravity Falls (15 tháng 6 năm 2012 – 15 tháng 2 năm 2016)
- Code: 9 (26 tháng 7 năm 2012 – 28 tháng 9 năm 2012) *
- Dog With a Blog (12 tháng 10 năm 2012 – 25 tháng 9 năm 2015)[1]

### 2013
- Mickey Mouse (28 tháng 6 năm 2013 - 20 tháng 7 năm 2019)
- Wander Over Yonder (16 tháng 8 năm 2013 – 27 tháng 6 năm 2016)
- Liv & Maddie (19 tháng 7 năm 2013 – 24 tháng 3 năm 2017)[2]

### 2014
- I Didn't Do It (17 tháng 1 năm 2014 – 16 tháng 10 năm 2015)
- Win, Lose or Draw (17 tháng 1 năm 2014 – 21 tháng 5 năm 2014)
- Girl Meets World (27 tháng 6 năm 2014 – 20 tháng 1 năm 2017)
- Penn Zero: Part-Time Hero (5 tháng 12 năm 2014 - 28 tháng 7 năm 2017)

### 2015
- K.C. Undercover (18 tháng 1 năm 2015 – 2 tháng 2 năm 2018)
- Star vs. the Forces of Evil (18 tháng 1 năm 2015, 8 tháng 12 năm 2015 – 19 tháng 5 năm 2019)
- Best Friends Whenever (26 tháng 6 năm 2015 – 11 tháng 12 năm 2016)
- Bunk'd (31 tháng 7 năm 2015 – 2 tháng 8 năm 2024)

### 2016
- Stuck in the Middle (14 tháng 2 năm 2016 – 23 tháng 8 năm 2018)
- Bizaardvark (24 tháng 6 năm 2016 – 13 tháng 4 năm 2019)
- Milo Murphy's Law (3 tháng 10 năm 2016 – 18 tháng 5 năm 2019)

### 2017
- Rapunzel's Tangled Adventure (10 tháng 3 năm 2017 – 1 tháng 3 năm 2020)
- Hotel Transylvania: The Series (25 tháng 3 năm 2017, 25 tháng 6 năm 2017 – 29 tháng 10 năm 2020)
- Andi Mack (7 tháng 4 năm 2017 – 26 tháng 7 năm 2019)
- Raven's Home (21 tháng 7 năm 2017 – 3 tháng 9 năm 2023)
- DuckTales (12 tháng 8 năm 2017, 1 tháng 5 năm 2018 – 15 tháng 3 năm 2021)
- Big Hero 6: The Series (20 tháng 11 năm 2017 – 15 tháng 2 năm 2021)

### 2018
- Legend of the Three Caballeros (9 tháng 6 năm 2018)
- Big City Greens (18 tháng 6 năm 2018 – nay)
- Bug Juice: My Adventures at Camp (16 tháng 7 – 9 tháng 8 năm 2018)
- Go Away, Unicorn! (7 tháng 9 năm 2018 – 8 tháng 6 năm 2019)
- Star Wars Resistance (7 tháng 10 năm 2018 – 26 tháng 1 năm 2020)
- Coop & Cami Ask the World (12 tháng 10 năm 2018 – 11 tháng 9 năm 2020)

### 2019
- Sydney to the Max (25 tháng 1 năm 2019 – 26 tháng 11 năm 2021)
- Fast Layne (15 tháng 2 – 31 tháng 3 năm 2019)
- 101 Dalmatian Street (18 tháng 3 năm 2019 - 22 tháng 2 năm 2020)
- Just Roll with it (14 tháng 6 năm 2019 – 14 tháng 5 năm 2021)
- Amphibia (17 tháng 6 năm 2019 – 14 tháng 5 năm 2022)
- Pup Academy (26 tháng 8 – 15 tháng 12 năm 2019)
- Gabby Duran & the Unsittables (11 tháng 10 năm 2019 – 26 tháng 11 năm 2021)

### 2020
- The Owl House (10 tháng 1 năm 2020 – 8 tháng 4 năm 2023)
- Fam Jam (23 tháng 2 - 4 tháng 12 năm 2020)

### 2021
- Secret of Sulphur Spring (15 tháng 1 năm 2021 - 5 tháng 5 năm 2023)
- Monsters at Work (7 tháng 7 năm 2021 - nay), (Disney+)
- Chip 'n' Dale: Park Life (28 tháng 7 năm 2021 - nay), (Disney+)
- The Ghost and Molly McGee (1 tháng 10 năm 2021 - 14 tháng 1 năm 2024)

### 2022
- The Proud Family: Louder and Prouder (23 tháng 2 năm 2022 - nay), (Disney+)
- The Villains of The Valley View (3 tháng 6 năm 2022 - 1 tháng 12 năm 2023)
- Ultra Violet & Black Scorpion (3 tháng 6 năm 2022 - 11 tháng 11 năm 2022)
- Chibiverse (30 tháng 7 năm 2022 - nay)
- Hamster & Gretel (12 tháng 8 năm 2022 - 13 tháng 4 năm 2025)

### 2023
- Moon Girl and Devil Dinosaur (10 tháng 2 năm 2023 - 8 tháng 3 năm 2025)
- Kiff (10 tháng 3 năm 2023 - nay)
- Saturdays (25 tháng 3 năm 2023 - 12 tháng 5 năm 2023)
- Hailey's On It! (8 tháng 6 năm 2023 - 18 tháng 5 năm 2024)
- Pretty Freekin Scary (15 tháng 6 năm 2023 - 18 tháng 8 năm 2023)

### 2024
- Zombies: The Re-Animated Series (28 tháng 6 năm 2024 - nay)
- Primos (25 tháng 7 năm 2024 - 27 tháng 4 năm 2025)
- Wizards Beyond Waverly Place (29 tháng 10 năm 2024 - nay)

### 2025
- StuGo (11 tháng 1 - 3 tháng 5 năm 2025)
- Electric Bloom (10 tháng 7 năm 2025 - nay)
- Vampirina: Teenage Vampire (12 tháng 9 năm 2025)

## Chương trình gốc của Playhouse Disney

### 1997
- Bear in the Big Blue House (21 tháng 10 năm 1997 – 28 tháng 4 năm 2006) *
- Spot the Dog (21 tháng 10 năm 1997 – 17 tháng 6 năm 2005)*

### 1998
- PB&J Otter (15 tháng 3 năm 1998 – 15 tháng 10 năm 2000) *
- Rolie Polie Olie (6 tháng 11 năm 1998 – 1 tháng 8 năm 2004) *
- Out of the Box (5 tháng 10 năm 1998 – 1 tháng 8 năm 2004) *

### 1999
- The New Adventures of Winnie the Pooh (1999-2006)*
- The Little Mermaid (1999-2006)*

### 2001
- The Wiggles  (21 tháng 9 năm 2001 - 20 tháng 8 năm 2009) *

### 2003
- JoJo's Circus (28 tháng 9 năm 2003 – 14 tháng 2 năm 2007) *

### 2004
- The Muppet Show (1 tháng 2 năm 2004 - 24 tháng 3 năm 2004)*
- Higglytown Heroes (12 tháng 9 năm 2004 – 7 tháng 1 năm 2008)*

### 2005
- Breakfast with Bear (2005–2006)
- Little Einsteins (9 tháng 10 năm 2005 - 22 tháng 12 năm 2009)

### 2006
- Mickey Mouse Clubhouse (5 tháng 5 năm 2006 – 6 tháng 11 năm 2016)
- Handy Manny (16 tháng 9 năm 2006 – 14 tháng 2 năm 2013)

### 2007
- Bunnytown (3 tháng 11 năm 2007 - 16 tháng 7 năm 2009) *

### 2008
- Imagination Movers (6 tháng 9 năm 2008 – 17 tháng 5 năm 2012)

### 2009
- Special Agent Oso (4 tháng 4 năm 2009 – 17 tháng 5 năm 2012)
- Where Is Warehouse Mouse? (23 tháng 8 năm 2009 – 2011)*
- Jungle Junction (5 tháng 10 năm 2009 – 23 tháng 5 năm 2012)

Tim time (6 tháng 4 năm 2009 - 26 tháng 12 năm 2011

### 2010
- Chuggington (23 tháng 9 năm 2008; 18 tháng 1 năm 2010 – 2015)

## Chương trình gốc của Disney Jr.

### 2011
- Jake and the Never Land Pirates (14 tháng 2 năm 2011 – 6 tháng 11 năm 2016)
- Minnie's Bow-Toons/Minnie's Bow-Toons Party Palace!/Minnie's Bow-Toons Camp Minnie!/Minnie's Bow-Toons Pet Hotel! (14 tháng 11 năm 2011 - nay)

### 2012
- The Octonauts (9 tháng 1 năm 2012 – nay)
- Tales of Friendship with Winnie the Pooh (2012 – nay)[3]
- Doc McStuffins (23 tháng 3 năm 2012 – 18 tháng 4 năm 2020)

### 2013
- Sofia the First (18 tháng 11 năm 2012, 11 tháng 1 năm 2013 – 8 tháng 9 năm 2018)[5]
- Sheriff Callie's Wild West (13 tháng 12 năm 2013 – 13 tháng 2 năm 2017)
- Henry Hugglemonster (8 tháng 2 năm 2013, 15 tháng 4 năm 2013 – 30 tháng 11 năm 2015)[4][6]
- Ella The Elephant[7]
- Oki's Oasis[8]

### 2014
- The 7D (7 tháng 7 năm 2014 – 5 tháng 11 năm 2016)
- Sheriff Callie's Wild West  (20 tháng 1 năm 2014 - 13 tháng 2 năm 2017)

### 2015
- Miles From Tomorrowland (6 tháng 2 năm 2015 – 10 tháng 9 năm 2018)
- Goldie & Bear (12 tháng 9 năm 2015 – 1 tháng 10 năm 2018)
- PJ Masks (18 tháng 9 năm 2015 - nay)

### 2016
- The Lion Guard (15 tháng 1 năm 2016 – 3 tháng 11 năm 2019)
- Elena of Avalor (22 tháng 7 năm 2016 – 23 tháng 8 năm 2020)

### 2017
- Mickey Mouse: Mixed-Up Adventures (15 tháng 1 năm 2017 - 1 tháng 10 năm 2021)
- Puppy Dog Pals (14 tháng 4 năm 2017 - 20 tháng 1 năm 2023)
- Vampirina (1 tháng 10 năm 2017 - 28 tháng 6 năm 2021)

### 2018
- Fancy Nancy Clancy (13 tháng 7 năm 2018 - 18 tháng 2 năm 2022)
- Muppet Babies (23 tháng 3 năm 2018 - 18 tháng 2 năm 2022)

### 2019
- Gigantosaurus (18 tháng 1 năm 2019 – nay)
- T.O.T.S. (14 tháng 6 năm 2019 – 10 tháng 6 năm 2022)
- The Rocketeer (8 tháng 11 năm 2019 – 25 tháng 7 năm 2020)

### 2020
- Mira, Royal Detective (20 tháng 3 năm 2020 - 20 tháng 6 năm 2022)

### 2021
- The Chicken Squad (14 tháng 5 năm 2021 - 22 tháng 4 năm 2022)
- Spidey and His Amazing Friends (6 tháng 8 năm 2021 - nay)
- Mickey Mouse Funhouse (20 tháng 8 năm 2021 - 25 tháng 4 năm 2025)

### 2022
- Alice's Wonderland Bakery (9 tháng 2 năm 2022 - 15 tháng 4 năm 2024)
- Eureka! (22 tháng 6 năm 2022 - 24 tháng 3 năm 2023)
- Firebuds (21 tháng 9 năm 2022 - nay)

### 2023
- SuperKitties (11 tháng 1 năm 2023 - nay)
- Star Wars: Young Jedi Adventures (4 tháng 5 năm 2023 - nay)
- Pupstruction (14 tháng 6 năm 2023 - nay)

### 2024
- Ariel (27 tháng 6 năm 2024 - nay)
- Kindergarten: The Musical (3 tháng 9 năm 2024 - nay)

### 2025
- RoboGobo (17 tháng 1 năm 2025 – nay)
- Mickey Mouse Clubhouse+ (21 tháng 7 năm 2025 – nay)
- Iron Man and His Awesome Friends (11 tháng 8 năm 2025 – nay)